# (1808) Bellerophon
(1808) Bellerophon es un asteroide que forma parte del cinturón de asteroides y fue descubierto por Ingrid van Houten-Groeneveld, Cornelis Johannes van Houten y Tom Gehrels el 24 de septiembre de 1960 desde el observatorio del Monte Palomar, Estados Unidos.

## Designación y nombre
Bellerophon recibió inicialmente la designación de 2517 P-L.
Posteriormente se nombró por Belerofonte, un personaje de la mitología griega.

## Características orbitales
Bellerophon está situado a una distancia media del Sol de 2,75 ua, pudiendo alejarse hasta 3,237 ua y acercarse hasta 2,262 ua. Tiene una inclinación orbital de 2,034° y una excentricidad de 0,1773. Emplea 1665 días en completar una órbita alrededor del Sol.